# (8444) Popovich
(8444) Popovich (1969 TR1) – planetoida z grupy przecinających orbitę Marsa okrążająca Słońce w ciągu 3,42 lat w średniej odległości 2,27 au. Odkryta 8 października 1969 roku.